# 银行桥

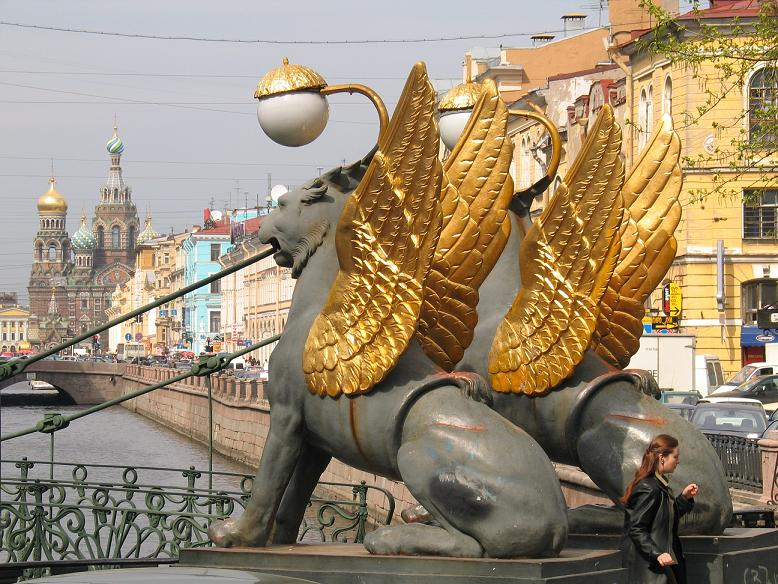

银行桥（俄语: Bankovsky most, Банковский мост）是俄罗斯圣彼得堡格里博耶多夫运河上的一座25米长的人行桥，位于格里博多夫运河滨河路27至30号之间，介于上游的喀山桥与下游的面粉桥之间，在运河的一个转弯处，靠近喀山大教堂。该桥得名于位于桥头的原国家拨款银行（现为圣彼得堡财经大学），桥的轴线朝向国家拨款银行大门的中心。桥长20.1米，桥宽1.85米。它是圣彼得堡现存的三座人行桥之一（以及狮子桥和邮政桥）。
现在的银行桥建于1825-1826年，1825年夏季开始建设，1826年7月24日通车。桥梁的工程师是威廉·冯·特维特，他设想了一个悬挂的行人分离结构。他是一名工程师，还在格里博耶多夫运河、丰坦卡河和莫伊卡河上修建了其他桥梁。
这座桥以桥上四只有翼狮子雕塑著称，翅膀上面覆盖金箔。它们由雕塑家帕维尔·索科洛夫（1764-1835）设计，他还设计了四狮桥的狮子和埃及桥的狮身人面像。
这座桥经历了多次维修和修复。
在市民中流传着一个传说，如果揉狮子的爪子，难免会发财。